# Коржова (Тернопольская область)
Коржова (укр. Коржова) — село в Монастырисской городской общине Чортковского района Тернопольской области Украины.
До 2020 года входило в Монастырисский район.
Население по переписи 2001 года составляло 332 человека. Почтовый индекс — 48313. Телефонный код — 3555.